# SDSSp J003259.36+141036.6
SDSSp J003259.36+141036.6 / 2MASS J00325937+1410371 ist ein etwa 100 Lichtjahre von der Erde entfernter Brauner Zwerg im Sternbild Walfisch. Er wurde 2002 von Thomas R. Geballe et al. entdeckt. Das Objekt gehört der Spektralklasse L8 an. Seine Position verschiebt sich aufgrund seiner Eigenbewegung jährlich um 0,28 Bogensekunden.